# Go (Band)
Go war eine von Stomu Yamashta (Perkussion und Synthesizer) gegründete Band, die auf Grund der zahlreichen bekannten Mitglieder, u. a. Steve Winwood (Gesang und Keyboard), Al Di Meola (Gitarre), Klaus Schulze (Synthesizer), Pat Thrall (Gitarre) oder Michael Shrieve (Schlagzeug), auch als Supergruppe galt.
Die Band veröffentlichte nur drei Alben, Go (1976), Go Too (1977) und Live from Paris (Aufnahmedatum: 12. Juni 1976). Der kommerzielle Erfolg war relativ bescheiden, dennoch gilt besonders die Live-Aufnahme als Meilenstein des Fusion-Jazz in den 1970er Jahren. Teilweise ist der Erfolg auch auf die inspirierte Spielweise der einzelnen Bandmitglieder zurückzuführen.

## Besetzungen
- Al Di Meola – Gitarre auf Go, Go Too, Live from Paris
- Bernie Holland – Gitarre auf Go
- Brother James – Congas auf Go Too, Live from Paris
- Chris West – Gitarre auf Go
- Hisako Yamashta – Violine auf Go
- Julian Marvin – Gitarre auf Go
- Jerome Rimson – Bass auf Live from Paris
- Karen Friedman – Gesang auf Live from Paris
- Doni Harvey – Gitarre, Gesang auf Go Too
- Jess Roden – Gesang auf Go Too
- Klaus Schulze – Synthesizer auf Go, Go Too, Live from Paris
- Lennox Langton – Congas auf Go
- Linda Lewis – Gesang auf Go Too
- Liza Strike – Background-Gesang auf Go Too
- Doreen Chanter – Background-Gesang auf Go Too
- Michael Shrieve – Schlagzeug auf Go, Go Too, Live from Paris
- Pat Thrall (Ex Asia) – Gitarre auf Go, Go Too
- Paul Jackson – Bass auf Go Too
- Peter Robinson (Ex Brand X) – Keyboards auf Go Too
- Rosko Gee – Bass auf Go
- Steve Winwood – Piano, Gesang, Orgel, Gitarre auf Go, Live from Paris
- Stomu Yamashta – Percussion, Synthesizer auf Go, Go Too, Live from Paris

## Diskografie
- Go (1976)
- Go live from Paris (1976)
- Go Too (1977)
- The Go Sessions (2005, zwei CDs mit den drei Alben)